# او (فیلم ۲۰۰۵)
او 
(به تلوگویی: Athadu) فیلمی محصول سال ۲۰۰۵ و به کارگردانی تریویکرام سرینیواس است. در این فیلم بازیگرانی همچون ماهش بابو، تریشا، سنو سود، کوتا سیریوانسا رائو، سایاجی شینده، نثار، پراکاش راج ایفای نقش کرده‌اند.